# Liste der Nummer-eins-Hits in Norwegen (1971)
Diese Liste enthält alle Nummer-eins-Hits in Norwegen im Jahr 1971. Es gab in diesem Jahr acht Nummer-eins-Singles und neun Nummer-eins-Alben.
| Singles | Alben |
| --- | --- |
| - Gro Anita Schønn – En enkel sang om frihet - 8 Wochen (47/1970 – 1/1971) - Neil Diamond – Cracklin' Rosie - 5 Wochen (2/1971 – 6/1971) - George Harrison – My Sweet Lord - 8 Wochen (7/1971 – 14/1971) - Lynn Anderson – Rose Garden - 14 Wochen (14/1971 – 28/1971) - Middle Of The Road – Chirpy Chirpy Cheep Cheep - 11 Wochen (29/1971 – 39/1971) - Ocean – Put Your Hand In The Hand - 6 Wochen (40/1971 – 45/1971) - Pop Tops – Mamy Blue - 5 Wochen (46/1971 – 50/1971) - Middle Of The Road – Soley Soley - 7 Wochen (51/1971 – 5/1972) | - Simon & Garfunkel – Bridge over Troubled Water - 4 Wochen (52/1970 – 2/1971, insgesamt 17 Wochen; → 1970) - Creedence Clearwater Revival – Pendulum - 3 Wochen (3/1971 – 5/1971, insgesamt 7 Wochen) - George Harrison – All Things Must Pass - 1 Woche (6/1971, insgesamt 9 Wochen) - Creedence Clearwater Revival – Pendulum - 1 Woche (7/1971, insgesamt 7 Wochen) - George Harrison – All Things Must Pass - 8 Wochen (8/1971 – 15/1971, insgesamt 9 Wochen) - Creedence Clearwater Revival – Pendulum - 3 Wochen (16/1971 – 18/1971, insgesamt 7 Wochen) - Lynn Anderson – Rose Garden - 1 Woche (19/1971) - The Rolling Stones – Sticky Fingers - 5 Wochen (20/1971 – 24/1971, insgesamt 6 Wochen) - Paul & Linda McCartney – Ram - 3 Wochen (25/1971 – 27/1971, insgesamt 10 Wochen) - Rolling Stones – Sticky Fingers - 1 Woche (28/1971, insgesamt 6 Wochen) - Paul & Linda McCartney – Ram - 7 Wochen (29/1971 – 35/1971, insgesamt 10 Wochen) - Janis Joplin – Pearl - 4 Wochen (36/1971 – 39/1971) - Øystein Sunde – Det året det var så bratt - 6 Wochen (40/1971 – 45/1971, insgesamt 17 Wochen; → 1972) - John Lennon – Imagine - 2 Wochen (46/1971 – 47/1971) - Øystein Sunde – Det året det var så bratt - 10 Wochen (48/1971 – 5/1972, insgesamt 17 Wochen) |
| | |

Siehe auch: Nummer-eins-Hits 1971 in  Australien, Belgien, Deutschland, Finnland, Frankreich, Irland, Italien, Japan, Kanada, Neuseeland, den Niederlanden, Österreich, der Schweiz, Spanien, den Vereinigten Staaten und im Vereinigten Königreich.